# Barkisland
Barkisland är en by i civil parish Ripponden, i distriktet Calderdale, i grevskapet West Yorkshire, i England. Byn är belägen 28,1 km från Leeds. Orten har 976 invånare (2016). Barkisland var en civil parish 1866–1937 när blev den en del av Ripponden. Civil parish hade 1 552 invånare år 1931.